# Jelcz MAT Oławka
Jelcz MAT Oławka – prototypowy autobus turystyczny, produkowany przez Jelczańskie Zakłady Samochodowe w Jelczu koło Oławy. Autobus powstał na bazie samochodu Star 25 oraz autobusu Jelcz 014 Lux. Do przewozu większej liczby osób wykorzystywana była charakterystyczna przyczepa autobusowa o oznaczeniu P-01.

## Historia[2]
W latach 1963–1965 pracowano w JZS nad stworzeniem małej przyczepy autobusowej. Owocem tych prac stał się Jelcz P01, opisywany szerzej w artykule pt. „Polskie przyczepy autobusowe”. W roku 1964 jelczańscy konstruktorzy opracowali i wykonali ciekawy prototyp, oznaczony symbolem MAT „Oławka” i bazujący na przyczepie P01. Autobus o długości 7100 mm posiadał 24 miejsca i rozwijał maksymalną prędkość 108 km/h. Podwozie i silnik o mocy 105 KM pochodziły z samochodu ciężarowego Star 27. Przeznaczeniem konstrukcji MAT „Oławka” miała być obsługa niewielkich wycieczek (MAT to skrót od nazwy „mały autobus turystyczny”), linii o małym natężeniu ruchu pasażerskiego i tras nieprzejezdnych dla autobusu o normalnych wymiarach.

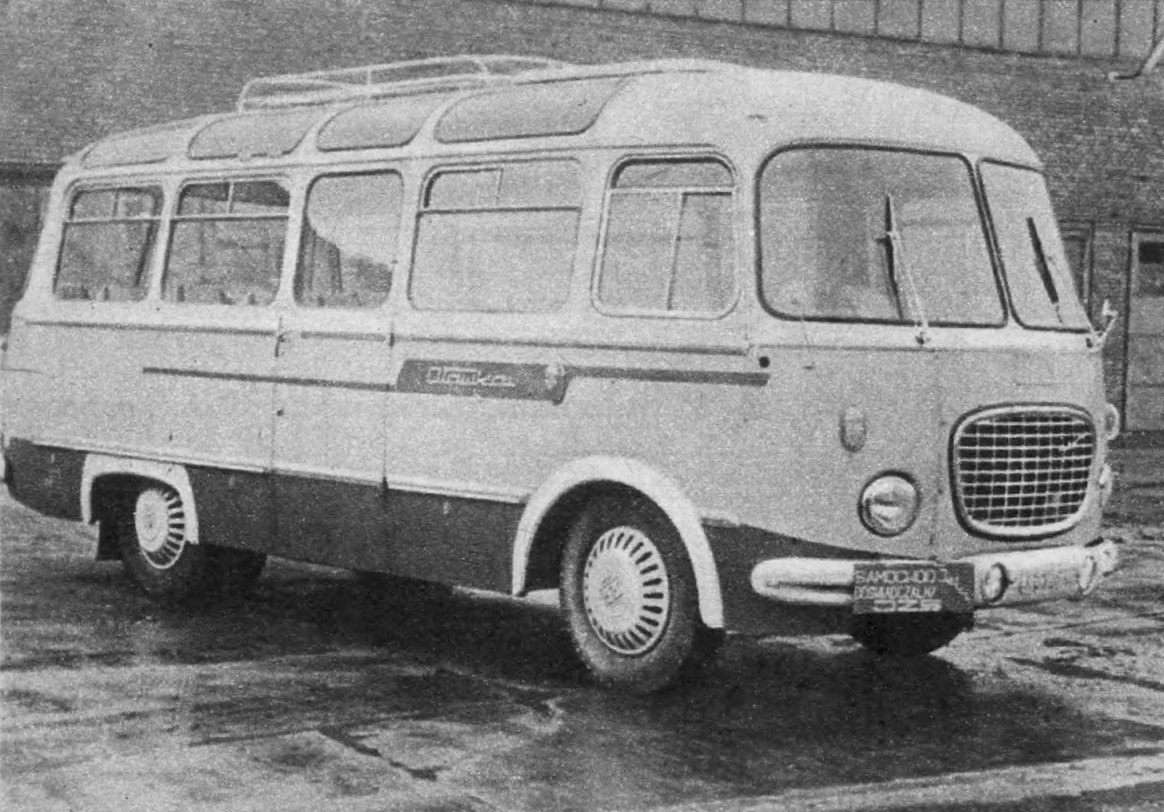
Autobus Jelcz MAT Oławka

„Oławka” otrzymała bardzo luksusowe wykończenie wnętrza w postaci foteli z podwyższonym oparciem, odbiornika radiowego ze wzmacniaczem i mikrofonem, trzech głośników rozmieszczonych symetrycznie we wnętrzu... Małe okienka, zachodzące lekko na dach, umieszczone nad tradycyjnymi oknami oraz kołpaki nawiązywały wyraźnie do Jelcza 014 Lux. Wnętrze o wysokości 1,9 metra umożliwiało pasażerom swobodne poruszanie się. Przewóz bagażu zapewniały półki nadokienne oraz bagażnik dachowy. Kierowca otrzymał regulowany fotel i dodatkowe drzwi z lewej strony.
Początkowo prototyp kursował na trasie Warszawa – Jelcz. Prowadzono wtedy prace nad zmniejszeniem jego ciężaru, jako że masa 5250 kg przekraczała dopuszczalne normy. Ostatecznie udało się konstruktorom odchudzić „Oławkę” do 4480 kg. Jednakże nigdy nie zapadła decyzja o podjęciu seryjnej produkcji tego autobusu. Jedyny prototyp znalazł się w posiadaniu wrocławskiego oddziału Telewizji Polskiej i przez wiele lat służył tam jako wóz transmisyjny.